# Hugues Bouffé
Pour les articles homonymes, voir Bouffé.
Hugues Bouffé est un acteur et un dramaturge français né le 4 septembre 1800 (17 fructidor an VIII) à Paris, où il est mort le 27 octobre 1888.

## Biographie
Hugues-Désiré-Marie Bouffé naît le 4 septembre 1800 dans une famille d'artistes parisiens : son père, peintre-doreur-décorateur, l’emmène souvent à la comédie. Une de ses tantes, qui occupe un emploi de costumière à l’Ambigu-Comique, lui donne aussi accès aux coulisses. Dès son plus jeune âge, il s’amuse à jouer de petites pièces avec sa sœur aînée Anne Joséphine Jeanne (née vers 1798 et décédée en 1848), qui deviendra elle aussi comédienne.
À ces représentations en famille succèdent des prestations plus sérieuses sur des théâtres de société, jusqu’au jour où, encouragé par les éloges des parents et des amis, le jeune homme se hasarde à se présenter au directeur du Gymnase-Dramatique. Éconduit, il s’adresse au Panorama-Dramatique, où on l'engage pour jouer « les grandes utilités », aux appointements de 300 francs par an. Bouffé y fait ses débuts le 14 avril 1821 dans un genre qui devait plus tard consacrer sa popularité : le drame. Il interprète ainsi un Arabe venant faire le récit dramatique d’un terrible combat dans Ismaïl et Maryam, mélodrame à grand spectacle.
Cantonné aux rôles de niais et aux caricatures dans lesquels il commence à se faire remarquer, il est éclipsé par l’arrivée de l’acteur Louis François Angot, dit Bertin. Il tire néanmoins de son propre aveu[réf. nécessaire] d’utiles conseils du nouveau-venu et devint son ami. Dans l’intervalle, sa position s’est améliorée et ses appointements portés à 1 200 francs. Un nouvel engagement les élève à 3 000, mais peu de temps après, l’entreprise fait faillite et le théâtre ferme pour ne plus rouvrir.
Le théâtre de la Gaîté recueille Bouffé, qui y débute le 28 février 1824 dans Cousin patine, bluette au succès de laquelle il contribua fortement. Le 11 mai 1822, Bouffé avait épousé Étiennette Geneviève Charlotte Sefert, dite Lolotte, ou Mlle Gilbert (née le 10 août 1805 à Paris Xe, et décédée le 23 février 1826, à 20 ans, à Paris, après avoir donné naissance à son troisième enfant). Danseuse de l’Ambigu-Comique, elle est connue des habitués sous le nom de la « Jolie Blonde », et qui est alors engagée comme première danseuse à la Gaîté. Afin de subvenir aux besoins de son ménage, Bouffé travaille entretemps dans un atelier de moulages d'ornements en plâtre quand, par chance, il est approché par les frères Franconi, exploitants du Cirque-Olympique, principal fournisseur des spectacles « à pied et à cheval », pour monter une pièce en l’honneur de la victoire du Trocadéro. Bouffé accepte et joue la pièce quatorze fois.
À la Gaîté, Bouffé partage avec un nommé Mercier, acteur fort goûté du public de ce théâtre, l’emploi de « jeune comique » que Duménis abandonnait peu à peu pour jouer les « pères dindons ». À l’occasion, il joue aussi la pantomime. Ainsi, dans Le Tonnelier de Lefebvre (mai 1824), il est le vieux père Sep aux côtés de sa femme dans le rôle de Fanchette. Dès cette époque, Bouffé se distingue par un jeu varié et une flexibilité qui lui font confier par les auteurs les rôles les plus variés, plus en accord avec son physique et son âge que ceux du Panorama-Dramatique. Dans les mélodrames, notamment, il prête son sourire et ses yeux expressifs à des personnages de mauvais sujets ou de traîtres, qui agrémentent leurs méfaits de lazzi et de plaisanteries plus ou moins raffinées.
Le 26 mars 1826, la reprise du Pauvre Berger lui vaut un grand succès. II y remplit le rôle, créé par Bertin, d’un malheureux à demi-idiot, qui se laisse accuser d’un crime dont il était innocent. Le rôle de Vendredi, lors d’une reprise de Robinson Crusoé, ne lui est pas moins favorable. Il se produisit encore, parmi les comédies et vaudevilles, dans Blaisot, La Mauvaise Langue de village, La Salle de police, la Dot et la Fille, et parmi les mélodrames dans Minuit ou la Révélation, le Pauvre de l’Hótel-Tiieu, Le Moulin des Étangs, Le Mulâtre et l’Africaine et enfin, Poulailler, pièce où il compose la figure de Passe-Partout, bandit émérite qui fait fortune aux dépens de son chef et de ses compagnons. Quoique ces rôles ne soient que de second plan, en leur donnant une véritable importance, il jette les fondements d’une réputation qui lui rapportent plus d’honneur que de profits, ses appointements restant si minimes qu’il renoue avec son métier de doreur-décorateur, tout en accomplissant son service au théâtre.
Veuf depuis huit mois, Hugues Bouffé se remarie le 9 novembre 1826 à Paris VIIe avec Alphonsine Marie Bitter (née le 22 février 1805 à Paris, et décédée le 20 janvier 1892 à Paris XVIe), dont il aura 3 enfants : Victorine Louise (1828-1889), Hippolyte Hyacinthe (1829-1895) et Pauline (née en 1837).
Son engagement au théâtre des Nouveautés, outre des conditions financières plus avantageuses, permet à son talent de prendre un nouveau développement en se consacrant à un genre plus élevé. Sa première apparition y a lieu le 25 mai 1827 dans Le Débutant, comédie composée pour lui, dans laquelle il joue un rôle à travestissements où son succès est complet. Les rôles s'enchaînent, nombreux et variés, depuis l’opéra jusqu’au vaudeville-parade, en passant par la comédie historique et le drame.
En moins d’une année, Bouffé devient un artiste de renom, interprétant sur la scène des personnages de tout âge et de tout état, depuis le jeune commis taquin et bavard du Marchand de la rue Saint-Denis, qui fait rire tout Paris, jusqu’au vieux et dévoué serviteur Caleb. Il interprète encore Rigolard dans Jean, le joyeux Dubois de La Femme, le Mari et l’Amant, Pierre le Couvreur, Quoniam, Falstaff dans Henri Ier, André le Chansonnier, Figaro et enfin Méphistophélès dans Faust. « C'est le meilleur artiste comique de Paris, et son nom seul vaut un éloge », disent, en parlant de lui, les biographies théâtrales du temps[réf. nécessaire].
Engagé pour trois ans par le directeur du Gymnase, il quitte, à l’expiration de son contrat, les Nouveautés et donne représentations à Londres, avant de débuter boulevard Bonne-Nouvelle. C’est en avril 1831 qu’il s’y montre pour la première fois dans La Maison en loterie puis La Pension bourgeoise. On ne lui confie d’abord que des rôles insignifiants. Le Bouffon du Prince rompt cette habitude, suivi du Le Gamin de Paris, Michel Perrin, Les Enfants de troupe, La Fille de l’Avare, Pauvre Jacques et beaucoup d’autres pièces dans lesquelles il suscite le rire ou les larmes pendant plus de douze ans.
En 1843, le directeur du Gymnase voit son théâtre interdit pour avoir refusé de renouveler son traité avec la Société des auteurs dramatiques. Bouffé passe donc, au mois de décembre, aux Variétés, entraînant son public. Il y interprète Le Baron de Grignon, Bocquillon à la recherche d’un père, Le Forestier, le Compagnon du Tour de France, Pierre Février, Léonard, Jérôme le maçon, Le Pouvoir d’une femme ou encore Le Berger de Souvigny.
De santé délicate[réf. nécessaire], Bouffé puise dans son énergie le courage d'apparaître sur scène, alerte et joyeux, plein de vie et d’entrain. Mais le 1er décembre 1847, il tombe sans connaissance en plein milieu de Jérôme le maçon.
Après un repos forcé de plus d’une année, il reparaît dans Le Muet d’Ingouville, La Maison en loterie et Michel Perrin, où il est acclamé. Son état persistant cependant, il quitta de nouveau les Variétés et est autorisé à donner de temps en temps des représentations à la Porte-Saint-Martin. II entre ensuite au Vaudeville, où il reprend quelques-uns de ses principaux rôles, avant de reparaître sur la scène de la Porte-Saint-Martin. Dans ses dernières années, il revient jouer au Gymnase, soit dans les matinées théâtrales soit dans les représentations du soir, quelques-uns de ses anciens rôles.
Il donne sa représentation de retraite le 17 novembre 1864. Napoléon III qui l'avait apprécié à Londres en 1847, ordonne que l’Opéra soit mis à la disposition de l’artiste, la recette s’élevant à plus de 25 000 francs.
Hugues Bouffé meurt le 27 octobre 1888 en son domicile au no 16, rue Lafontaine dans le 16e arrondissement de Paris et est inhumé au  cimetière du Père-Lachaise (10e division).

## Carrière
- 1845 :  Boquillon à la recherche d'un père, comédie-vaudeville en trois actes de Jean-François Bayard et Dumanoir, théâtre des Variétés (15 janvier) : M. Boquillon

## Sources
- Hugues Bouffé (préf. Ernest Legouvé), Mes souvenirs 1800-1880, Paris, E. Dentu, 1880, 404 p. (lire en ligne)

- Edmond-Denis Manne, Charles Ménétrier, Galerie historique des acteurs français, mimes et paradistes qui se sont rendus célèbres dans les annales des scènes secondaires depuis 1760 jusqu’à nos jours pour servir de complément à la troupe de Nicolet, Lyon, N. Scheuring, 1877, p. 369-81.
- Georges D’Heylli, Gazette anecdotique, littéraire, artistique et bibliographique, t. 2, Paris, Librairie des bibliophiles, 1888, p. 258.